# Ouindigui
Ouindigui è un dipartimento del Burkina Faso classificato come comune, situato nella Provincia di Loroum, facente parte della Regione del Nord.
Il dipartimento si compone del capoluogo e di altri 18 villaggi: Bouna, Dougouri - Ouidi, Doussaré, Hitté, Kobo, Kougoussoula, Koumna, Koumna–Koudgo, Nommo, Ouattigué, Robolo, Rounga, Senouboula, Sirfou, Soranga, Tansombo, Tiffélé e Toolo.